# Óscar Moisés Arce
Óscar Moisés Arce Ramírez (sinh ngày 17 tháng 10 năm 1995 ở Torreón, Coahuila) là một cầu thủ bóng đá người México hiện tại thi đấu cho Guadalupe F.C. theo dạng cho mượn từ Santos Laguna.